# Valpolicella classico
Il Valpolicella classico è un vino rosso DOC del Veneto prodotto esclusivamente nella Valpolicella classica in provincia di Verona da vitigni autoctoni quali Corvina, Corvinone (nella misura massima del 50% in sostituzione della Corvina), Rondinella ma anche in percentuali minori con Forselina, Negrara e Oseleta. La Molinara uscita recentemente dal disciplinare come obbligatoria è comunque permessa.
Possono concorrere alla produzione le uve provenienti dai vitigni a bacca rossa non aromatici, raccomandati e autorizzati per la provincia di Verona, fino ad un massimo del 15% totale, nel limite del 10% per ogni singolo vitigno utilizzato.

## Caratteristiche organolettiche
- colore: rosso granato piuttosto carico.
- odore: caratteristico, accentuato.
- sapore: pieno, vellutato, caldo.

## La Denominazione Classico
Il vino Valpolicella riceve la denominazione Classico perché prodotto nella sottozona comprendente i comuni di Fumane, Marano di Valpolicella, Negrar, San Pietro in Cariano, Sant'Ambrogio di Valpolicella facenti parte della Valpolicella classica.

## Produzione
Provincia, stagione, volume in ettolitri
- dati n.d.